# Charles Barbier de Meynard
Charles Adrien Casimir Barbier de Meynard (Mar Mediterraneo, 6 febbraio 1826 – Parigi, 31 marzo 1908) è stato un arabista, iranista e turcologo francese.
Nato in alto mare, a bordo di una nave francese che da Marsiglia si recava a Costantinopoli, Charles Barbier de Meynard è stato un orientalista.

## Biografia
Non si sa praticamente nulla della sua famiglia, a patte il fatto che la madre era la figlia di un medico che esercitava a Istanbul.
Dopo gli studi fatti nel Lycée Louis-le-Grand di Parigi, si perfezionò in Lingua turca, in lingua araba e in Lingua persiana (il cosiddetto "tripode islamico"). Ciò gli consentì di diventare "dragomanno" (interprete di lingue orientali) e di lavorare per il consolato francese a Gerusalemme. Vi restò un anno solo, per questioni di salute, e tornò a Parigi. 
Nel 1854 fece parte della missione effettuata in Persia dal conte de Gobineau. Mise a frutto il suo soggiorno per raccogliere numerose informazioni, documenti e manoscritti che saranno all'origine dei suoi lavori sulla Persia, estesi anche al campo della geografia antica. 
Tornato a Parigi nel 1856, seguì al Collège de France i corsi di civiltà persiana di Jules Mohl, di cui divenne collaboratore per preparare la prima traduzione in lingua europea dello Shâh Nâmeh (Il libro dei Re), il capolavoro epico-poetico di Ferdowsî. 
Nel 1876 succedette al suo Maestro nel Collège de France.
Nel 1863, Barbier de Meynard fu nominato professore di Turco all'Institut national des langues et civilisations orientales (all'epoca École des langues orientales vivantes), posto che lascia a un collega nel 1885 per occupare la cattedra di Arabo. Tredici anni dopo diviene Direttore dell'École des langues orientales, di cui era stato a lungo Direttore aggiunto. La sua salute fragile lo costrinse progressivamente a rallentare la sua attività professionale, fino alla morte, avvenuta nella notte tra il 30 e il 31 marzo 1908.
Era stato eletto membro dell'Académie des inscriptions et belles-lettres nel 1878, e presidente della Société Asiatique nel 1892, funzione per la quale era succeduto a Ernest Renan.

## Opere scelte
- Dictionnaire géographique, historique et littéraire de la Perse et des contrées adjacentes, extrait du ″Mo'djem el-Bouldan″ de Yaqout, et complété à l'aide de documents arabes et persans pour la plupart inédits, Paris, Impr. Impériale, 1861, XXI-640 pp.
- Le Livre des routes et des provinces par Ibn-Khordadbeh, pubblicata, tradotta e annotata da C. Barbier de Meynard, Paris, Impr. impériale, 1865, 283 pp.
- Le Livre des Rois, di Ferdowsî (940-1020), tradotto e commentato da Jules Mohl, con la collaborazione di Charles Barbier de Meynard, Paris, 1876-1878, 7 voll. (Questa traduzione è stata riveduta da Charles Pellat, in vista di una nuova edizione, a partire dal 1962).
- Traduction nouvelle du traité de Ghazâlî [1058-1111] intitulé: le Préservatif de l'erreur, et notices sur les extases (des soufis), Paris, Impr. nationale, 1877, 93 pp.
- Dictionnaire turc-français: supplément aux dictionnaires publiés jusqu'à ce jour, Paris, E. Leroux, 1881-1886, 2 voll., X-786 + 898 pp.
- Traduzione di L'Alchimiste di Feth-Ali Akhounzadé, Paris, Ed. Imprimerie nationale, 1866; edizione consultabile su google :https://ia301510.us.archive.org/3/items/Lalchimiste/L_Alchimiste.pdf
- Abu Shama: Le Livre des deux jardins, histoire des deux règnes: celui de Nour Ed-Dîn et celui de Salah Ed-Dîn (trad. di Barbier de Meynard), Paris, 1898. In-fol., XI-525 pp.
- Masʿūdī (X secolo- 956 ?), Les Prairies d'or (Murūǧ al-d̲ahab wa-ma´ādin al-ǧawhar), trad. di Barbier de Meynard e Pavet de Courteille, Paris, Impr. Impériale/Nationale, 1861-1877, 9 voll. Nouvelle édition revue par Charles Pellat, Paris, Société asiatique, 1962-1997, 5 voll.